# Kamviri
Le kamviri est une langue indo-iranienne du groupe des langues nouristanies, parlée dans la vallée de Bashgal, en Afghanistan, dans le Nouristan, ainsi que dans deux localités du Chitral, au Pakistan, où il est appelé shekhani.
Le kamviri est parfois considéré comme un dialecte du kati.

## Sources
- (en) Kendall D. Decker, Languages of Chitral. Sociolinguistic Survey of Northern Pakistan, Volume 5, Islamabad, National Institute of pakistan Studies, Quaid-i-Azam University, 1992.